# Aue
Aue je od roku 2019 místní část velkého okresního města Aue-Bad Schlema v zemském okrese Krušné hory v německé spolkové zemi Sasko. Ke konci roku 2015 mělo 16 349 obyvatel, žije zde tedy většina obyvatel dvacetitisícového dvojměstí.
Aue bylo v minulosti hornickým městem, po útlumu těžby je známé hlavně díky fotbalovému klubu FC Erzgebirge Aue.

## Geografie
Leží zhruba 15,5 km vzdušnou čarou na sever od českých hranic, jihovýchodně od města Zwickau, v údolí řeky Zwickauer Mulde.

## Partnerská města
- Kadaň (Česko)